# アフリカ審議官
アフリカ審議官（アフリカしんぎかん）は、国家公務員の役職の一つであり、外務省の中東アフリカ局に置かれていた職である。2001年4月に設置され、2012年に外務省組織令等の一部を改正する政令（政令21号）により廃止された。代わりに大臣官房広報文化交流部が廃止され、中東アフリカ局にアフリカ部が設置された。
局長級で、その下にアフリカ審議官組織が置かれていた。

## 組織
- アフリカ部長（旧アフリカ審議官）
- 審議官／参事官
  - アフリカ第一課
  - アフリカ第二課

## 歴代審議官・部長
- 小田野展丈（初代）
- 堂道秀明（2002年）
- 河野雅治（2003年）
- 小田部陽一（2005年）
- 目賀田周一郎（2007年）
- 木寺昌人（2008年）
- 秋元義孝（2008年）
- 草賀純男（2010年）
- 岡村善文（2012年）
- 丸山則夫（2014年）
- 大菅岳史（2017年）
- 牛尾滋（2018年）
- 森美樹夫（2019年）
- 米谷光司（2021年）